# Ronald Murray (Basketballspieler)
Ronald „Flip“ Murray (* 29. Juli 1979 in Philadelphia, Pennsylvania) ist ein ehemaliger US-amerikanischer Basketballspieler.

## Karriere
Murray wurde in Philadelphia, Pennsylvania geboren. Der 1,91 Meter große Guard spielte an der Shaw University College-Basketball als er im Draft 2002 von den Milwaukee Bucks in der zweiten Runde ausgewählt wurde. Danach war Murray unter anderem bei diesen NBA-Clubs aktiv: Milwaukee Bucks (2002–2003), Seattle SuperSonics (2003–2006), Cleveland Cavaliers (2006), Detroit Pistons (2006–2008), Indiana Pacers (2008), Atlanta Hawks (2008–2009) und Charlotte Bobcats (2009–2010). Sein Spitzname „Flip“ stammt aus früheren Zeiten, als Murray auf dem College spielte und sehr viel Gymnastik gemacht hatte.
Am 18. Februar 2010 wurde er mit Acie Law für Tyrus Thomas zu den Chicago Bulls transferiert.
Im Oktober 2012 wurde er von den Memphis Grizzlies unter Vertrag genommen. Sein Vertrag wurde jedoch kurz vor Beginn der Saison wieder aufgelöst.